# Гладких Володимир Андрійович
Володимир Андрійович Гладких(*9 червня 1941) — український учений у галузі металургії. Доктор технічних наук, професор. Академік АН ВШ України з 2001 р. Лауреат Державної премії України в галузі науки і техніки (2014)

## Біографія
Народився у Мелітополі. У 1959 р. закінчив Запорізький металургійний технікум, працював майстром електроплавки сталі у м. Волгограді (1959—1960), служив в армії (1960—1963). У 1968 р. закінчив Дніпропетровський металургійний інститут (тепер — Національна металургійна академія України, НМетАУ). Кандидат технічних наук (1974), доктор технічних наук (1995), професор (1994). З 1968 р. працює науковцем на кафедрі електрометалургії НМетАУ, з 1978 р. — на викладацькій роботі. У 1985—1988 рр. був у відрядженні в Алжирі, де працював завідувачем кафедри металургії в Анабінському університеті.

## Наукова діяльність
Основні напрями наукової спеціалізації: розвиток теорії хімічного зв'язку, теорії будови та діаграм стану оксидних систем; термодинамічні та кінетичні дослідження відновлювальних процесів; розробка та вдосконалення технологій виробництва феросплавів, лігатур та модифікаторів.
Автор понад 220 наукових та методичних праць, зокрема 4 навчальних посібників та 4 підручників, серед яких: «Физикохимия огнеупорных изделий, тиксотропных масс и применение их в металлургическом производстве», «Основы проектирования электрометаллургических цехов», «Проектирование и оборудование электросталеплавильных и ферросплавных цехов», «Ферросплавные электропечи».
Підготував 4-х кандидатів наук.
Член президії НМК з напряму «Металургія», відповідальний секретар ради з напряму «Гірництво та металургія» МОН України, учений секретар НМетАУ. Член редколегій журналів «Сталь» та «Металлургическая и горнорудная промышленность».
Лауреат Нагороди Ярослава Мудрого АН ВШ України (2006).